# Luciana Sandroni
Luciana Sandroni (Rio de Janeiro, 1962) é uma escritora brasileira.
É graduada em Letras pela PUC-Rio de Janeiro. Laborou em bibliotecas escolares durante dez anos. Seus livros infantis já foram premiados; recebeu o Prêmio Jabuti 1998 por Minhas memórias de Lobato, e selos de "altamente recomendável para criança" concedidos pela Fundação Nacional do Livro Infantil e Juvenil.

## Obras
- Ludi vai a praia : a odisseia de uma marquesa (1989)
- Memorias da ilha (1991)
- Gata menina (1993)
- O príncipe sapo (1993)
- Ludi na TV: outra odisseia da marquesa (1994)
- Falta um pe (1996)
- A história do príncipe sabido e da princesa deslumbrante (1997)
- Manuela e Floriana (1997)
- Minhas memórias de Lobato: contadas por Emília, Marquesa de Rabicó e pelo Visconde de Sabugosa (1997)
- Ludi na revolta da vacina : uma odisséa no Rio antigo (1999)
- O Sítio no Descobrimento : a turma do Picapau Amarelo na expedição de Pedro Álvares Cabral (2000)
- O Mário que não é de Andrade (2001)
- Dicionário da Turma do Sítio do Picapau Amarelo (2003)
- Memorias da Ilha (2003)
- Gata menina : livro do professor (2004)
- O estudante empírico : obra poética (2005)
- Caue no Rio: Uma aventura nos Jogos Pan-Americanos Rio 2007
- Ludi na chegada e no bota-fora da família real (2008)
- Joaquim e Maria e a estátua de Machado de Assis (2009)
- História do Rio de Janeiro através da arte (2010)
- Lampião na cabeça (2010)
- Ludi e os fantasmas da Biblioteca Nacional (2011)
- Um Quilombo no Leblon (2011)
- Memórias póstumas de Noel Rosa : uma longa conversa entre Noel Rosa e São Pedro num botequim lá do céu (2014)
- Ludi na Floresta da Tijuca (2016)